# Egelskopfamilie
De Egelskopfamilie (Sparganiaceae) is een plantenfamilie van eenzaadlobbigen. De familie wordt door de meeste systemen van plantensystematiek erkend, en zo ook door het APG-systeem (1998) en het APG II-systeem (2003), maar niet meer door de APWebsite [18 juli 2009], die de betreffende planten invoegt bij de Lisdoddefamilie (Typhaceae).
Het gaat om een kleine familie, van ruwweg een (tot twee) dozijn soorten in één geslacht, egelskop (Sparganium). Het zijn kruidachtige, overblijvende moeras- en waterplanten met een wortelstok.
De familie komt voor in gematigde en arctische streken, voornamelijk op het noordelijk halfrond.
Bij Cronquist (1981) wordt deze familie geplaatst in diens orde Typhales.
De volgende soorten worden hier beschreven:
- Drijvende egelskop (Sparganium angustifolium)
- Kleine egelskop (Sparganium emersum)
- Grote egelskop (Sparganium erectum)
- Kleinste egelskop (Sparganium natans)